# Koncentriranje
Koncentriranje je separacijska metoda uklanjanja isparljivih komponenti iz tekuće namirnice. Koncentriranjem se odstranjuje voda iz namirnice. 

## Svrha koncentriranja
Svrha koncentriranja je produženje roka trajanja pojedine namirnice. Koristi se za sokove od voća i povrća, za produženje roka mlijeka, i soli. 
Koncentriranjem se uklanja 90% vode, a njime se također postižu sljedeći pozitivni efekti:
- Stvara se visok osmotski pritisak sredine, tj. omogućava se svaka aktivnost mikroorganizama.
- U konačnom proizvodu povećava se suha tvar, čime se smanjuje masa i zapremnina proizvoda.
- Osobine finalnog proizvoda su karakteristične.

Koncentriranje se provodi na različite načine, a najčešće isparavanjem. Pri tome se zadovoljavaju uvjeti koji su namijenjeni prehrambenoj industriji.